# Ljusbrun påskrislav
Ljusbrun påskrislav (Stereocaulon leucophaeopsis) är en lavart som först beskrevs av William Nylander och fick sitt nu gällande namn av P. James & Purvis. 
Ljusbrun påskrislav ingår i släktet Stereocaulon och familjen Stereocaulaceae.  Arten är reproducerande i Sverige. Inga underarter finns listade i Catalogue of Life.